# Mortimer West End
Mortimer West End is een civil parish in het Engelse graafschap Hampshire.